# Radio Star (Mulhouse)
Pour les articles homonymes, voir Radio Star.
Radio Star était une radio privée française, diffusée à Mulhouse, Colmar et Sélestat.

## Histoire
La radio, créée le 23 juin 1982, a été la première à diffuser en stéréo à Mulhouse. Rapidement elle est devenue une station majeure dans le paysage radiophonique local.
En 1984-1985, elle s'octroie une fréquence sur Colmar et une franchise sur Sélestat.
En 1996, Radio Star rejoint le groupe NRJ et diffuse le programme de Rire et Chansons. Quelques émissions locales sont maintenues : une émission alsacienne et les retransmissions des matchs du Football Club de Mulhouse.
En juin 1998, lorsque le programme Rire et Chansons est remplacé par celui de Radio Nostalgie, les émissions locales disparaissent. C'est la fin de Radio Star.

## Animateurs[3]
Gérants : Jacky (créateur), Marc Zénou, Christian Chaussonnet.
Parmi les premiers animateurs de Radio Star, il y a eu : Robin Guillocheau (aujourd'hui animateur sur Nostalgie Mulhouse qui occupe l'ancienne fréquence de Radio Star, et ce depuis 1998), Thierry Kuba (actuellement animateur sur radio Dreyckland Mulhouse), Nadine et ses petits secrets Marc, Dany, Eric, Rose, Andrée, Jean-Paul, Josiane. Par la suite se sont rajoutés Philippe, Jean-Loup, Stéphane, Pascal, Thierry Brenner, Maurice Bourdon et Paul Quin "Le Grand Cinéma" depuis juin 1982.

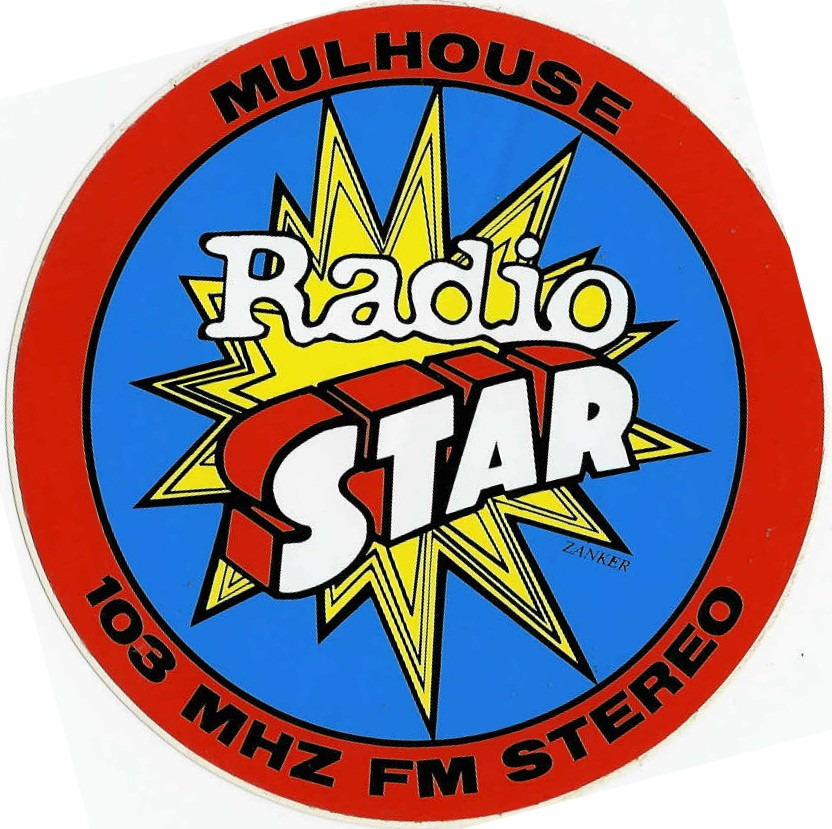